# Boukary Sabo
Pour les articles homonymes, voir Sabo.
Boukary Sabo, né en 1924 au Niger et mort en 2022, est un député à l'Assemblée nationale du Niger, plusieurs fois nommé ministre.

## Biographie

### Vie politique
Boukary Sabo est né dans le village de Dan Amaria, qui fait aujourd'hui partie de la commune de Mayahi. Il fait son service militaire de 1947 à 1948. Après avoir travaillé comme instituteur, il devient directeur de l'école primaire nouvellement créée à Diffa et a pris la direction de l'école primaire d'Illéla en 1956.
En 1959, Boukary Sabo est élu député du Parti progressiste nigérien (PPN-RDA) de l'arrondissement de Tessaoua à l'Assemblée nationale. Le président Hamani Diori l'appelle au gouvernement le 23 novembre 1965, d'abord comme ministre de l'information et de la jeunesse. Le 15 janvier 1970, il devient ministre de la fonction publique et du travail, et enfin ministre des affaires étrangères le 17 août 1972.
En janvier 1974, dans le cadre des actions de la Commission économique pour l'Afrique des Nations unies, il ouvre à Niamey la première réunion sur la route trans-ouest africaine Dakar - Lagos
Le 15 avril 1974, Hamani Diori est destitué par un coup d'État de Seyni Kountché. Boukary Sabo est arrêté comme la plupart des ministres. Il est d'abord détenu au camp militaire de Tondibia, à Niamey, puis assigné à résidence à Niamey. Après un séjour à l'hôpital, il est évacué par avion vers la France. Après la mort de Seyni Kountché en 1987, Boukary Sabo s'installe à Mayahi, où son frère est chef de canton, et se consacre à l'agriculture. En 1989, il fonde une organisation non gouvernementale pour la construction de puits.

## Distinctions
Commandeur de l'Ordre national du Niger (2012)